# Darod

Bandeira da Darod

Os Darod (em somali:  Daarood, em árabe: دارود) é um clã somali. O pai deste clã é nomeado Abdirahman bin Ismail al-Jabarti, porém é mais comumente conhecido como Darod. Na língua somali, a palavra "Daarood" significa "composto fechado", uma fusão de duas palavras Daar (composto) e ood (lugar fechado por muro, árvores, madeiras, cercas, etc.)
A população Darod na Somália vive principalmente no norte, com presença em Kismayo, além da região do sudoeste de Gedo. Fora da Somália propriamente dita, existem vários sub-clãs Darod em Ogaden e na Província do Nordeste (atualmente administradas pela Etiópia e Quênia, respectivamente), bem como no Iêmen. Diversas fontes, incluindo o Relatório da Comissão Canadense de Inquérito sobre a Somália, indicam que os Darod são o maior clã somali .  No entanto, outras fontes, como a CIA e a Human Rights Watch indicam que os Hawiye são o  maior clã da Somália.

## Árvore do clã
Não há nenhum acordo claro sobre o clã e as sub-estruturas do clã e muitas linhagens são omitidas. A lista a seguir é baseada em Conflict in Somalia: Drivers and Dynamics de 2005 do Banco Mundial e na publicação do Home Office do Reino Unido , Somalia Assessment 2001.
- Darod (Daarood)
  - Geri Kombe[7][8][9][10]
  - Marehan
    - Red Dini
    - Rer Hassan
    - Eli Dheere

  - Kabalah
    - Absame
      - Ogaden
        - Makabul
        - Mohamed Zubeir
        - Aulihan

      - Jidwaq

    - Harti
      - Reer-Darawiish (Reer-Darwiish)
      - Warsangali (Warsengeli)
      - Majeerteen (Mijerteen)
        - Omar Mahmud
        - Issa Mahmud
        - Osman Mahmoud (Osman Mahmud)

David D. Laitin e Said S. Samatar oferecem um quadro um pouco diferente:
- Darod (Daarood)
  - Sade (Marehan)
    - Rer Diine
    - Rer Siyaad Hussen
    - 'Ele
    - Wagarda
    - Talhe

  - Yuusuf (Awrtable)
  - Tanade (Leelkase)
  - Kabalah
    - Koombe
      - Harti
        - Reer-Darwiish
        - Warsangali
        - Majeerteen

      - Bartire
      - Jidwaq
        - Geri
        - Absguul

      - Ogaden

Na parte sul central da Somália o Banco Mundial mostra a árvore de clãs a seguir:
- Darood
  - Kablalah
    - Koobe
    - Kumade

  - Isse
  - Sade
    - Mareehan
    - Facaye

  - Ortoble
  - Leelkase (Lelkase)

Em Puntland, o Banco Mundial revela o seguinte:
- Darod
  -     - Harti
    - Ogaden

  - Marehan
  - Awrtable
  - Lelkase

Uma tradição afirma que Darod teve uma filha.

## Ligações Externas
- Map: Somalia's Clan Families and Major Subclans